# Sahit Prizreni
Sahit Prizreni (Kukës, 23 februari 1983) is een Albanees worstelaar, actief in de klasse tot 60 kg.
In 2002 behaalde hij in eigen land een bronzen medaille op de Europese Kampioenschappen voor -20-jarigen.
Hij kwalificeerde zich voor de Olympische Zomerspelen in Athene in 2004. In poule E werd hij uitgeschakeld na verlies in beide kampen: eerst tegen de Griek Besik Aslanasvili (met 5-2), vervolgens tegen de Iraniër Masoud Mostafa Jokar (de latere winnaar van de zilveren medaille) met 8-0. Op de Olympische Spelen in Peking in 2008 verloor Prizreni in de eerste ronde van Bazar Bazarguruev met 3-0.